# Час печалі ще не прийшов
«Час печалі ще не прийшов» - фільм режисера Сергія Сельянова, знятий у 1995 року.

## Зміст
У селищі, де живуть росіянин, німець, татарин, циган і єврей, одного разу з'являється невідомий, який називає себе землеміром. Після його появи з героями починають відбуватися неймовірні речі. Шляхи героїв розходяться, але через деякий час, у переддень настання епохи Водолія, вони знову збираються в заповітному місці.

## Ролі
- Валерій Прийомихов — Іванов
- Петро Мамонов — Мефодій
- Марина Левтова — Ляля / Соня
- Михайло Светін — Жіббаєв
- Сергій Паршин — Гриня / Григорій Пічкин
- Семен Стругачов — Олександр Шмуклер
- Юріс Стренга — Герман Вольфович Вільман
- Віктор Демент — Яшка
- Тетяна Журавльова — бабка Шепотуха
- Петро Васильєв — Іванов у дитинстві
- Микола Муравйов — Іванов-старший
- Олександр Шевельов — Пропалов
- Світлана Булиненкова — Віка
- Галі Абайдулов — пасажир
- Фатіма Саня — Лола, подруга Грині

## Нагороди
- 1995 Премія Promotional Award на Cottbus Film Festival of Young East European Cinema